# Coplan FX 18 casse tout
Série
Coplan prend des risques
(1964) Coplan ouvre le feu à Mexico
(1967)
Pour plus de détails, voir Fiche technique et Distribution.
Coplan FX 18 casse tout (titre italien : Agente 777 missione Summergame) est un film d'espionnage franco-italien réalisé par Riccardo Freda, sorti en 1965, adapté du roman Stoppez Coplan de Paul Kenny.

## Synopsis
D'anciens physiciens ayant travaillé notamment pour le Troisième Reich sont enlevés et parfois retrouvés morts. Ils semblent être engagés à la construction d'un missile à tête nucléaire pour le compte d'un pays ennemi d'Israël. Aidé des services secrets israéliens, Francis Coplan part à Istanbul dénouer les intrigues et éviter un affrontement nucléaire.

## Fiche technique
- Titre : Coplan FX 18 casse tout
- Titre italien : Agente 777 missione Summergame
- Réalisation : Riccardo Freda
- Scénario : Claude-Marcel Richard d'après le roman Stoppez Coplan de Paul Kenny
- Montage : Renée Lichtig
- Photographie : Henri Persin
- Musique : Michel Magne
- Directeur artistique : Jacques Mawart
- Ingénieur du son : Michel Floni
- Coordinateur des combats et des cascades : Claude Carliez et son équipe
- Directeur de production : Jean Maumy
- Production : Robert de Nesle
- Société de production : Camera Films, Cinerad-Cinematografica Radici et Comptoir Français du Film Production
- Pays :  France et  Italie
- Genre : Action, drame et espionnage
- Durée : 95 minutes
- Dates de sortie :
  -  France : 6 octobre 1965
  -  Italie : 26 mars 1966
  -  Allemagne de l'Ouest : 23 décembre 1966

## Distribution
- Richard Wyler : Francis Coplan
- Robert Manuel : Hartung
- Jany Clair : Héléna Jordan
- Valeria Ciangottini : Gelda
- Maria-Rosa Rodriguez : Sheila
- Gil Delamare : Shaimoun
- Jacques Dacqmine : Le "Vieux"
- Robert Favart : sous le nom Roberto Favart
- Christian Kerville : Argaz
- Bernard Lajarrige : Bruno Schwartz (sous le nom Bernard Lajarrige)
- Guy Marly : Saïd
- Fernand Bercher (non crédité)
- Jackie Blanchot : Un homme de main (non crédité)
- André Cagnard : John (non crédité)
- Yvan Chiffre : Un homme de main (non crédité)
- Gérard Moisan : Un homme de main (non crédité)
- Jean-Pierre Janic : Un homme de main (non crédité)
- Ham-Chau Luong : L'ingénieur chinois (non crédité)
- Tony Moreno (non crédité)
- Tony Sandro (non crédité)

## Autour du film
Il s'agit de l'un des films inspirés de la série des livres Coplan, comprenant aussi :
- Action immédiate de Maurice Labro, avec Henri Vidal (1957)
- Coplan agent secret FX 18 de Maurice Cloche, avec Ken Clark (1964)
- Coplan prend des risques de Maurice Labro, avec Dominique Paturel (1964)
- Coplan ouvre le feu à Mexico de Riccardo Freda, avec Lang Jeffries (1967)
- Coplan sauve sa peau d'Yves Boisset, avec Claudio Brook (1968)